# Liste der Kulturdenkmale in Jerichow
In der Liste der Kulturdenkmale in Jerichow  sind alle  Kulturdenkmale der Gemeinde Jerichow und ihrer Ortsteile aufgelistet. Grundlage ist das Denkmalverzeichnis des Landes Sachsen-Anhalt, das auf Basis des Denkmalschutzgesetzes des Landes Sachsen-Anhalt vom 21. Oktober 1991 durch das Landesamt für Denkmalpflege und Archäologie Sachsen-Anhalt erstellt und seither laufend ergänzt wurde (Stand: 31. Dezember 2022).

## Kulturdenkmale nach Ortsteilen

### Jerichow
| Lage | Bezeichnung                                             | Beschreibung                                                         | Erfassungs- nummer | Ausweisungsart               | Bild                                                    |
| --- | ------------------------------------------------------- | -------------------------------------------------------------------- | ------------------ | ---------------------------- | ------------------------------------------------------- |
| An der Mühle 1 (Karte)                                                                                                  | Mühle                                                   |                                                                      | 094 75660          | Baudenkmal                   | Mühle                                                   |
| Friedrich-Naumann-Straße 2 (Karte)                                                                                      | Wohnhaus                                                |                                                                      | 094 75661          | Baudenkmal                   | Wohnhaus                                                |
| Johannes-Lange-Straße 20 (Karte)                                                                                        | Krankenhaus                                             | Psychiatrisches Krankenhaus Jerichow                                 | 094 75788          | Baudenkmal                   | Krankenhaus                                             |
| Karl-Liebknecht-Straße (Karte)                                                                                          | Kirche                                                  |                                                                      | 094 76084          | Baudenkmal                   | Kirche                                                  |
| Kirchhofstraße (Karte)                                                                                                  | Denkmal                                                 |                                                                      | 094 75662          | Baudenkmal                   | BW                                                      |
| Lindenstraße Westlich von Lindenstraße 16 an der Klostermauer (Karte)                                                   | Transformatorenstation                                  |                                                                      | 094 76332          | Baudenkmal                   | Weitere Bilder                                          |
| Lindenstraße 15 (Karte)                                                                                                 | Wohnhaus                                                |                                                                      | 094 75703          | Baudenkmal                   | Weitere Bilder                                          |
| Volksgut 1 bis 11, 14, 15, 17 bis 20 Innerhalb des historischen Klostermauerverlaufs mit gewissen Erweiterungen (Karte) | Kloster Jerichow                                        | Kloster Ehemaliges Prämonstratenser-Stift St. Marien und St. Nikolai | 094 75980          | Baudenkmal                   | Weitere Bilder                                          |
| Am Kloster 12 (Karte)                                                                                                   | Prämonstratenserstiftskirche St. Marien und St. Nikolai | Kirche                                                               | 094 75980 001      | Teilobjekt eines Baudenkmals | Prämonstratenserstiftskirche St. Marien und St. Nikolai |

### Altenklitsche
| Lage               | Bezeichnung | Beschreibung | Erfassungs- nummer | Ausweisungsart | Bild           |
| ------------------ | ----------- | ------------ | ------------------ | -------------- | -------------- |
| Dorfstraße (Karte) | Kirche      |              | 094 86799          | Baudenkmal     | Weitere Bilder |

### Belicke
| Lage               | Bezeichnung | Beschreibung | Erfassungs- nummer | Ausweisungsart | Bild           |
| ------------------ | ----------- | ------------ | ------------------ | -------------- | -------------- |
| Dorfstraße (Karte) | Kapelle     |              | 094 76142          | Baudenkmal     | Weitere Bilder |

### Brettin
| Lage                          | Bezeichnung | Beschreibung | Erfassungs- nummer | Ausweisungsart | Bild           |
| ----------------------------- | ----------- | ------------ | ------------------ | -------------- | -------------- |
| Heinrich-Heine-Straße (Karte) | Glockenturm |              | 094 86793          | Baudenkmal     | Weitere Bilder |

### Großdemsin
| Lage              | Bezeichnung    | Beschreibung | Erfassungs- nummer | Ausweisungsart | Bild           |
| ----------------- | -------------- | --- | ------------------ | -------------- | -------------- |
| Lindenweg (Karte) | Kriegerdenkmal | Es handelt sich um eine steinerne Stele, errichtet auf Feldsteinen, mittig platziert auf einem gepflasterten quadratischen Areal. Die Inschrift der Stele ist nicht mehr lesbar. | 094 86808          | Baudenkmal     | Weitere Bilder |

### Großwulkow
| Lage                                     | Bezeichnung    | Beschreibung | Erfassungs- nummer | Ausweisungsart | Bild           |
| ---------------------------------------- | -------------- | ------------ | ------------------ | -------------- | -------------- |
| Lindenstraße Dorfstraße (Karte)          | Kirche         | St. Anna     | 094 86784          | Baudenkmal     | Weitere Bilder |
| Lindenstraße Dorfstraße Kirchhof (Karte) | Kriegerdenkmal |              | 094 86785          | Baudenkmal     | BW             |

### Güssow
| Lage               | Bezeichnung    | Beschreibung | Erfassungs- nummer | Ausweisungsart | Bild           |
| ------------------ | -------------- | ------------ | ------------------ | -------------- | -------------- |
| Dorfstraße (Karte) | Kriegerdenkmal |              | 094 86798          | Baudenkmal     | Weitere Bilder |

### Hohenbellin
| Lage | Bezeichnung    | Beschreibung | Erfassungs- nummer | Ausweisungsart | Bild |
| --- | -------------- | ------------ | ------------------ | -------------- | ---- |
| Friedhof (südlicher Teil) am Waldrand nordwestlich des Ortes (Karte)                                          | Grabmal        |              | 094 76532          | Baudenkmal     | BW   |
| Altbelliner Straße nördlich der Einmündung des Lindenweges in die Altbelliner Straße, westliche Seite (Karte) | Kriegerdenkmal |              | 094 76533          | Baudenkmal     | BW   |
| Schloßstraße 1 (Karte)                                                                                        | Gutshof        |              | 094 76531          | Baudenkmal     | BW   |

### Kade
| Lage                                                     | Bezeichnung        | Beschreibung | Erfassungs- nummer | Ausweisungsart | Bild           |
| -------------------------------------------------------- | ------------------ | ------------ | ------------------ | -------------- | -------------- |
| Ecke Straße der Einheit, Genthiner Straße 24, 25 (Karte) | Gutshof            |              | 094 76481          | Baudenkmal     | Weitere Bilder |
| Genthiner Straße gegenüber Herrenhaus (Karte)            | Kirche             |              | 094 76156          | Baudenkmal     | Weitere Bilder |
| Genthiner Straße Kirchhof (Karte)                        | Kriegerdenkmal     |              | 094 86876          | Baudenkmal     | Weitere Bilder |
| Straße der Einheit 2 (Karte)                             | Wirtschaftsgebäude |              | 094 86877          | Baudenkmal     | Weitere Bilder |

### Karow
| Lage                                         | Bezeichnung    | Beschreibung | Erfassungs- nummer | Ausweisungsart | Bild           |
| -------------------------------------------- | -------------- | ------------ | ------------------ | -------------- | -------------- |
| Friedenstraße 15, 16, 17, 18, 19, 20 (Karte) | Wohnhaus       |              | 094 76480          | Baudenkmal     | Wohnhaus       |
| Friedenstraße 23, 26, 28 (Karte)             | Gutshof        |              | 094 76479          | Baudenkmal     | Weitere Bilder |
| Schillerstraße (Karte)                       | Kirche         |              | 094 86873          | Baudenkmal     | Weitere Bilder |
| Schillerstraße Kirchhof (Karte)              | Kriegerdenkmal |              | 094 86875          | Baudenkmal     | Weitere Bilder |
| Schillerstraße 30 (Karte)                    | Wohnhaus       |              | 094 86874          | Baudenkmal     | Weitere Bilder |

### Klein-Mangelsdorf
| Lage                   | Bezeichnung    | Beschreibung | Erfassungs- nummer | Ausweisungsart | Bild |
| ---------------------- | -------------- | ------------ | ------------------ | -------------- | ---- |
| Schmiedestraße (Karte) | Kirche         |              | 094 86787          | Baudenkmal     | BW   |
| Schmiedestraße (Karte) | Kriegerdenkmal |              | 094 86786          | Baudenkmal     | BW   |

### Kleinwulkow
| Lage                   | Bezeichnung    | Beschreibung | Erfassungs- nummer | Ausweisungsart | Bild   |
| ---------------------- | -------------- | ------------ | ------------------ | -------------- | ------ |
| Am Dorfanger (Karte)   | Kirche         |              | 094 86781          | Baudenkmal     | Kirche |
| Am Dorfanger (Karte)   | Kriegerdenkmal |              | 094 86782          | Baudenkmal     | BW     |
| Am Dorfanger 7 (Karte) | Villa          |              | 094 86783          | Baudenkmal     | BW     |

### Kleinwusterwitz
| Lage                        | Bezeichnung | Beschreibung | Erfassungs- nummer | Ausweisungsart | Bild           |
| --------------------------- | ----------- | ------------ | ------------------ | -------------- | -------------- |
| Genthiner Straße (Karte)    | Kirche      |              | 094 86803          | Baudenkmal     | Weitere Bilder |
| Genthiner Straße 16 (Karte) | Wohnhaus    |              | 094 86802          | Baudenkmal     | Weitere Bilder |

### Klietznick
| Lage                           | Bezeichnung        | Beschreibung | Erfassungs- nummer | Ausweisungsart | Bild           |
| ------------------------------ | ------------------ | ------------ | ------------------ | -------------- | -------------- |
| Gasse (Karte)                  | Kirche             |              | 094 86778          | Baudenkmal     | Weitere Bilder |
| Gasse auf dem Kirchhof (Karte) | Kriegerdenkmal     |              | 094 86815          | Baudenkmal     | Kriegerdenkmal |
| Hauptstraße 9 (Karte)          | Wirtschaftsgebäude |              | 094 86779          | Baudenkmal     | BW             |

### Mangelsdorf
| Lage                  | Bezeichnung | Beschreibung | Erfassungs- nummer | Ausweisungsart | Bild           |
| --------------------- | ----------- | ------------ | ------------------ | -------------- | -------------- |
| Dorfstraße (Karte)    | Kirche      |              | 094 86788          | Baudenkmal     | Weitere Bilder |
| Dorfstraße 27 (Karte) | Pfarrhaus   |              | 094 86789          | Baudenkmal     | BW             |
| Dorfstraße 39 (Karte) | Bauernhof   |              | 094 76329          | Baudenkmal     | BW             |

### Neuenklitsche
| Lage                  | Bezeichnung | Beschreibung                   | Erfassungs- nummer | Ausweisungsart | Bild           |
| --------------------- | ----------- | ------------------------------ | ------------------ | -------------- | -------------- |
| Dorfstraße (Karte)    | Kirche      | siehe Dorfkirche Neuenklitsche | 094 86800          | Baudenkmal     | Weitere Bilder |
| Dorfstraße 41 (Karte) | Gasthof     | Zur Post                       | 094 86801          | Baudenkmal     | Weitere Bilder |

### Nielebock
| Lage                    | Bezeichnung | Beschreibung               | Erfassungs- nummer | Ausweisungsart | Bild           |
| ----------------------- | ----------- | -------------------------- | ------------------ | -------------- | -------------- |
| Lindenstraße 28 (Karte) | Kirche      | siehe Dorfkirche Nielebock | 094 76160          | Baudenkmal     | Weitere Bilder |
| Lindenstraße 41 (Karte) | Bauernhof   |                            | 094 86814          | Baudenkmal     | BW             |
| Lindenstraße 42 (Karte) | Wohnhaus    |                            | 094 86813          | Baudenkmal     | BW             |

### Redekin
| Lage                                             | Bezeichnung            | Beschreibung                                      | Erfassungs- nummer | Ausweisungsart | Bild             |
| ------------------------------------------------ | ---------------------- | ------------------------------------------------- | ------------------ | -------------- | ---------------- |
| (Karte)                                          | Gutspark Redekin       | Park 2020 als Denkmal eingetragen Nicht erhalten. | 107 50006          | Baudenkmal     | Gutspark Redekin |
| Genthiner Straße (Karte)                         | Kriegerdenkmal Redekin | Kriegerdenkmal                                    | 107 05019          | Baudenkmal     | BW               |
| Karl-Liebknecht-Straße 2 (Karte)                 | Wohnhaus               |                                                   | 094 86811          | Baudenkmal     | BW               |
| Karl-Liebknecht-Straße 31 (Karte)                | Wohnhaus               |                                                   | 094 86809          | Baudenkmal     | BW               |
| Klietznicker Weg, Karl-Liebknecht-Straße (Karte) | Dorfkirche Redekin     | Kirche                                            | 094 86810          | Baudenkmal     | Weitere Bilder   |
| Wilhelm-Külz-Straße 9 (Karte)                    | Pfarrhaus Redekin      |                                                   | 094 86812          | Baudenkmal     | BW               |

### Roßdorf
| Lage                             | Bezeichnung    | Beschreibung                                                       | Erfassungs- nummer | Ausweisungsart | Bild           |
| -------------------------------- | -------------- | ------------------------------------------------------------------ | ------------------ | -------------- | -------------- |
| Stremmestraße 2 (Karte)          | Schmiede       |                                                                    | 107 05016          | Baudenkmal     | Weitere Bilder |
| Thomas-Müntzer-Straße (Karte)    | Kirche         |                                                                    | 094 86794          | Baudenkmal     | Weitere Bilder |
| Thomas-Müntzer-Straße (Karte)    | Kriegerdenkmal | Stele mit einer Inschrift für die Gefallenen des Ersten Weltkriegs | 094 86795          | Baudenkmal     | Kriegerdenkmal |
| Thomas-Müntzer-Straße 60 (Karte) | Bauernhof      |                                                                    | 094 86796          | Baudenkmal     | Bauernhof      |

### Scharteucke
| Lage                                                   | Bezeichnung | Beschreibung | Erfassungs- nummer | Ausweisungsart               | Bild |
| ------------------------------------------------------ | ----------- | ------------ | ------------------ | ---------------------------- | ---- |
| Fritz-Reuter-Straße 3, 5, 7, 9, 10, 11, 13 (Karte)     | Gutshof     | Gutshof      | 094 76163          | Baudenkmal                   | BW   |
| Nielebocker Weg, auf dem Rittergut Scharteucke (Karte) | Kirche      | Kirche       | 094 76163 001      | Teilobjekt eines Baudenkmals | BW   |
| Lindenstraße 3 (Karte)                                 | Wohnhaus    |              | 094 76396          | Baudenkmal                   | BW   |
| Lindenstraße 11 (Karte)                                | Schule      |              | 094 76397          | Baudenkmal                   | BW   |

### Schlagenthin
| Lage                     | Bezeichnung        | Beschreibung                                                                                                | Erfassungs- nummer | Ausweisungsart | Bild           |
| ------------------------ | ------------------ | --- | ------------------ | -------------- | -------------- |
| Breite Straße (Karte)    | Kirche             | | 094 86807          | Baudenkmal     | Weitere Bilder |
| Breite Straße (Karte)    | Kriegerdenkmal     | Stele mit Inschrift für die Gefallenen beider Weltkriege, im Zentrum des Dorfes stehend, unweit der Kirche. | 094 86805          | Baudenkmal     | Weitere Bilder |
| Breite Straße 21 (Karte) | Wirtschaftsgebäude | | 094 86806          | Baudenkmal     | Weitere Bilder |
| Breite Straße 27 (Karte) | Pfarrhaus          | Eingeschossiges Gebäude mit Satteldach.                                                                     | 094 86804          | Baudenkmal     | Pfarrhaus      |

### Seedorf
| Lage                                                    | Bezeichnung | Beschreibung                         | Erfassungs- nummer | Ausweisungsart | Bild           |
| ------------------------------------------------------- | ----------- | ------------------------------------ | ------------------ | -------------- | -------------- |
| Mittelstraße südlich des früheren Straßendorfes (Karte) | Kapelle     | Backsteinbau im neugotischen Baustil | 094 76164          | Baudenkmal     | Weitere Bilder |

### Steinitz
| Lage               | Bezeichnung | Beschreibung | Erfassungs- nummer | Ausweisungsart | Bild |
| ------------------ | ----------- | ------------ | ------------------ | -------------- | ---- |
| Dorfstraße (Karte) | Kirche      |              | 094 86790          | Baudenkmal     | BW   |

### Zabakuck
| Lage                               | Bezeichnung | Beschreibung | Erfassungs- nummer | Ausweisungsart | Bild           |
| ---------------------------------- | ----------- | ------------ | ------------------ | -------------- | -------------- |
| Am Friedensplatz Ortsmitte (Karte) | Kirche      |              | 094 86797          | Baudenkmal     | Weitere Bilder |

## Ehemalige Kulturdenkmale nach Ortsteilen
Die nachfolgenden Objekte waren ursprünglich ebenfalls denkmalgeschützt oder wurden in der Literatur als Kulturdenkmale geführt. Die Denkmale bestehen heute jedoch nicht mehr, ihre Unterschutzstellung wurde aufgehoben oder sie werden nicht mehr als Denkmale betrachtet.

### Jerichow
| Lage                  | Bezeichnung | Beschreibung                                                                            | Erfassungs- nummer | Ausweisungsart | Bild |
| --------------------- | ----------- | --------------------------------------------------------------------------------------- | ------------------ | -------------- | ---- |
| Marktstraße 1 (Karte) | Wohnhaus    | Wohnhaus 2022 wurde es, da nicht mehr vorhanden, aus dem Denkmalverzeichnis gestrichen. | 094 75663          | Baudenkmal     | BW   |

### Redekin
| Lage    | Bezeichnung     | Beschreibung                                                                                              | Erfassungs- nummer | Ausweisungsart | Bild            |
| ------- | --------------- | --- | ------------------ | -------------- | --------------- |
| (Karte) | Schloss Redekin | 1763 errichtetes Schloss, in den letzten Tagen des Zweiten Weltkrieges zerstört, Ruine später abgerissen. |                    |                | Schloss Redekin |

## Legende
In den Spalten befinden sich folgende Informationen:
- Lage: Nennt den Straßennamen und wenn vorhanden die Hausnummer des Kulturdenkmals. Die Grundsortierung der Liste erfolgt nach dieser Adresse. Der Link „Karte“ führt zu verschiedenen Kartendarstellungen und nennt die geographischen Koordinaten.
Link zu einem Kartenansichtstool, um Koordinaten zu setzen. In der Kartenansicht sind Baudenkmale ohne Koordinaten mit einem roten bzw. orangen Marker dargestellt und können in der Karte gesetzt werden. Baudenkmale ohne Bild sind mit einem blauen bzw. roten Marker gekennzeichnet, Baudenkmale mit Bild mit einem grünen bzw. orangen Marker.
- Offizielle Bezeichnung: Nennt den Namen, die Bezeichnung oder zumindest die Art des Kulturdenkmals und verlinkt, soweit vorhanden, auf den Artikel zum Objekt.
- Beschreibung: Nennt bauliche und geschichtliche Einzelheiten des Kulturdenkmals, vorzugsweise die Denkmaleigenschaften.
- Erfassungsnummer: Für jedes Kulturdenkmal wird in Sachsen-Anhalt eine 20stellige Erfassungsnummer vergeben. Die letzten zwölf Ziffern werden für die Untergliederung nach Teilobjekten genutzt und werden nur angegeben, soweit vergeben. In dieser Spalte kann sich folgendes Icon  befinden, dies führt zu Angaben zu diesem Baudenkmal bei Wikidata.
- Ausweisungsart: Die Einordnung des Denkmales nach § 2 Abs. 2 DenkmSchG LSA
- Bild: Ein Bild des Denkmales, und gegebenenfalls einen Link zu weiteren Fotos des Kulturdenkmals im Medienarchiv Wikimedia Commons. Wenn man auf das Kamerasymbol klickt, können Fotos zu Kulturdenkmalen aus dieser Liste hochgeladen werden: